# Bête noire (série télévisée)
Pour les articles homonymes, voir Bête noire.
Bête noire est une série télévisée québécoise. La saison 1 a été réalisée par Sophie Deraspe et mettant en vedette Isabelle Blais et Sophie Cadieux, et diffusée depuis le 31 mars 2021 sur Séries Plus.
En France, la série a été diffusée en février 2022 sur Polar+.
La saison a été réalisée par Louis Bélanger et diffusée à partir du 3 avril sur Séries Plus.

## Synopsis
Bête noire explore les séquelles des survivants, ami(e)s et famille, d'une tragique fusillade.

## Distribution
Saison 1
- Sophie Cadieux : Éliane Sirois
- Isabelle Blais : Mélanie Rivard
- Stéphane Gagnon : Luc Tremblay
- Martin Dubreuil : Sgt. Boisvert
- Zakary Auclair : Jérémy Tremblay
- Lévi Doré : Zachary Bergeron
- Marine Johnson : Léa Tremblay
- Nahéma Ricci : Charlie
- Audrey Roger : Cassandre

## Épisodes

### Première saison (2021)
1. État de choc
2. Les Vérités
3. Les Nuances
4. Collatérales
5. Impasses
6. Renoncements

### Deuxième saison (2024)
Elle est diffusée depuis le 3 avril 2024,.
1. Viscéral
2. Anathèmes
3. Émergences
4. Conscience
5. Vindicte
6. Verdict

## Récompenses
- Prix Gémeaux